# Oberappellationsgericht der vier Freien Städte

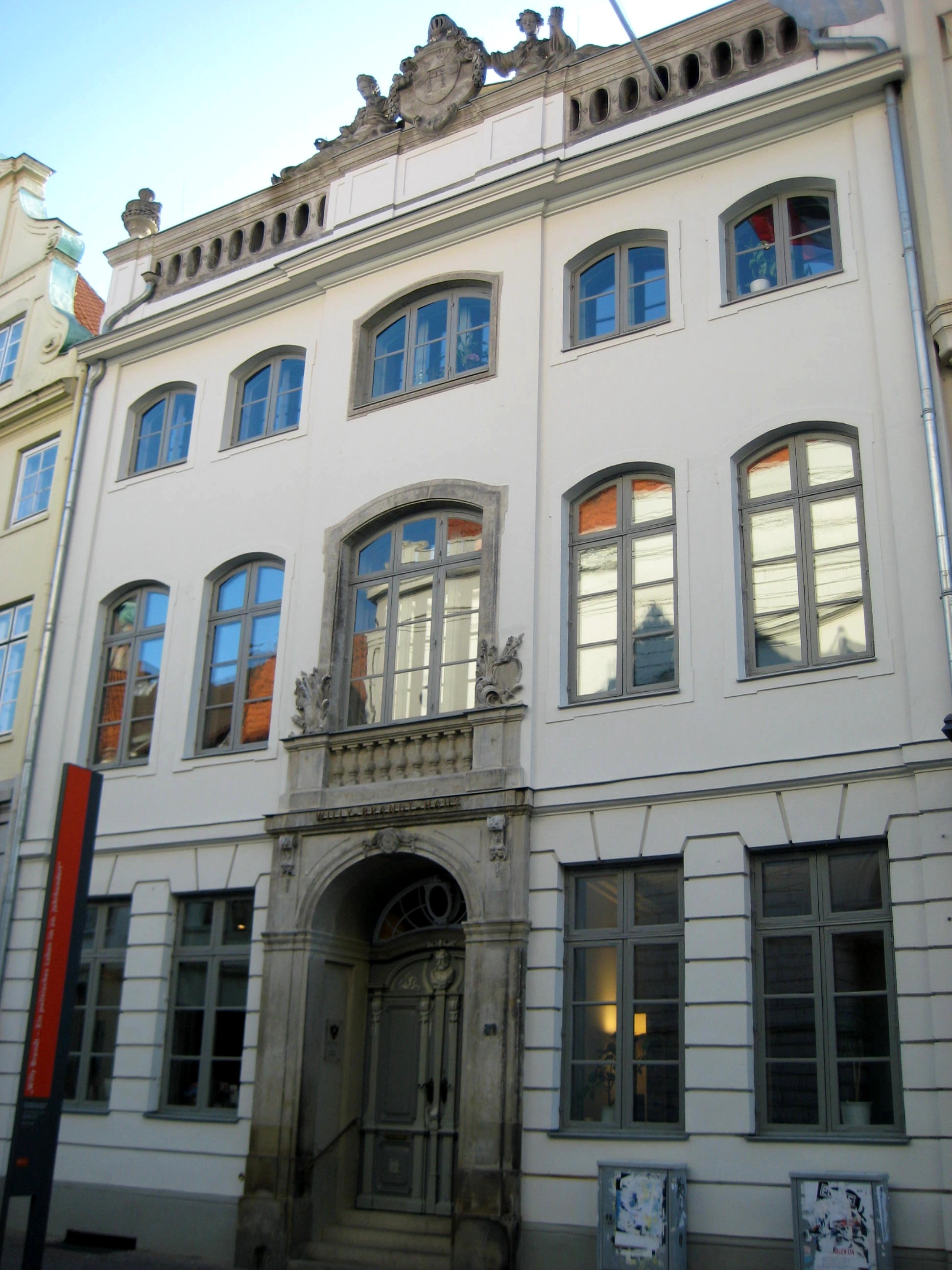
Königstraße 21 in Lübeck, ehemals Sitz des Gerichts

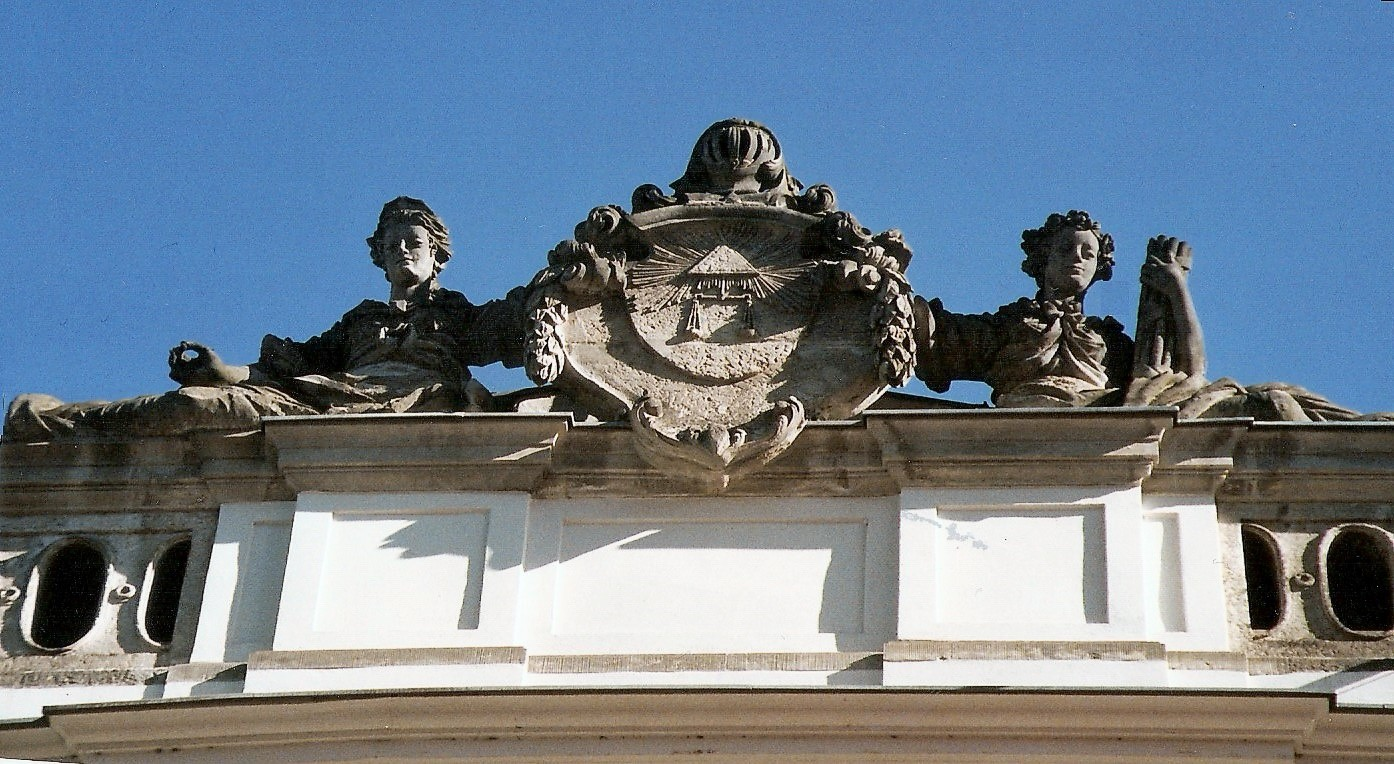
Detail

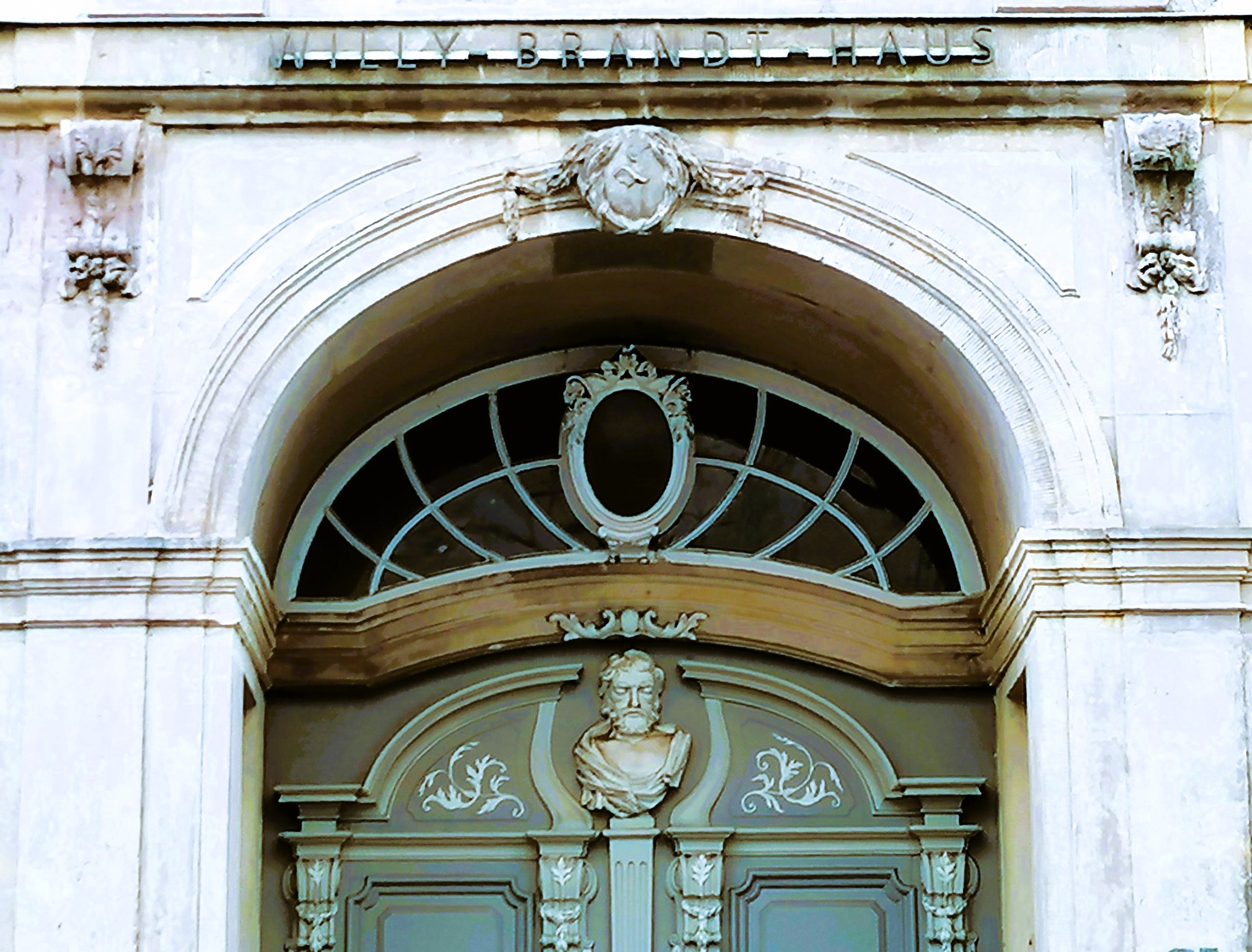
Detail

Das Oberappellationsgericht der vier Freien Städte des Deutschen Bundes befand sich in der Freien und Hansestadt Lübeck und existierte von 1820 bis 1879. Es hatte seinen Sitz zunächst ganz kurzfristig in den Schüsselbuden Nr. 15, dann in der Königstraße Nr. 21, dem ehemaligen Haus der Lübecker Zirkelgesellschaft.

## Einrichtung 1806 bis 1820
Eingerichtet wurde das Gericht nach dem Ende des Heiligen Römischen Reichs als dritte und zugleich oberste Berufungsinstanz in Zivil- und Strafsachen für die Gerichte der aus den freien bzw. Reichsstädten hervorgegangenen Freien Städte Frankfurt am Main, Bremen, Hamburg und Lübeck, sowie deren beiderstädtisches Amt Bergedorf. Grundlage war Artikel 12 Absatz 3 der Deutschen Bundesakte von 1815: „Den vier freyen Städten steht das Recht zu, sich untereinander über die Errichtung eines gemeinsamen obersten Gerichts zu vereinigen.“ Die Aufnahme dieses Absatzes in die Bundesakte stellte eine Ausnahme zugunsten der Freien Städte dar, die auch zusammen nicht die Zahl von 300.000 „Seelen“ hatten, die nach Artikel 12 Absatz 1 grundsätzlich Voraussetzung für die Bildung eines Obergerichts waren. Weil es insbesondere zunächst in Hamburg und Lübeck Widerstand gegen die Einrichtung eines Obergerichts gab, die sich insbesondere aus dem befürchteten Machtverlust der Senate gegenüber einer unabhängigen Rechtsprechung ergaben, dauerte es von der ursprünglich Bremischen Initiative 1806 bis zur Umsetzung 14 Jahre.
In Lübeck löste das neue Gericht den Oberhof Lübeck ab.

## Rechtsprechung von 1820 bis 1879
1820 nahm das Gericht den Betrieb auf. Das juristische Personal bestand aus dem Präsidenten, normalerweise sechs Gerichtsräten (durch die Dienstunfähigkeit von Ignatz Maria Goll wurde es 1845 notwendig, vorübergehend eine siebte Stelle zu schaffen), einem Sekretär und zwei Kanzlisten. Dem Gericht unterstanden zuerst acht, dann ab 1831 sechs Prokuratoren. Einer dieser Prokuratoren war ab 1856 Friedrich Crome.
Die hier monatlich gesprochenen Urteile wurden in den Lübeckischen Anzeigen veröffentlicht.
Unter seinem ersten Präsidenten Georg Arnold Heise, einem Mitbegründer der Historischen Schule des Zivilrechts, der dem Gericht von 1820 bis zu seinem Tod in Lübeck 1851 vorstand, gewann das Gericht hohes Ansehen. Im Hinblick auf ihn äußerte Bernhard Windscheid, dass es in Deutschland für einen Juristen nur zwei höchste Ehren gebe, die Nachfolge Savignys auf seinem Lehrstuhl in Berlin oder an Heises Stelle in Lübeck zu treten. Vermittelt insbesondere über Johann Heinrich Thöl hatte das Gericht erheblichen Einfluss auf die Entwicklung des deutschen Handelsrechts. Außerhalb seiner Zuständigkeit wurde es zuerst von Bayern und Preußen und später öfter auch von anderen Staaten als Schiedsgericht bei Streitigkeiten zwischen den Staaten gewählt. Daneben war das Gericht für die Prüfung der juristischen Kandidaten aus den vier Städten zuständig.
Der zweite Präsident Karl Georg von Wächter war nur ein knappes Jahr von 1851 bis 1852 im Amt, bis er in die Universität zurückkehrte. Unter dem dritten und letzten Präsidenten Johann Friedrich Martin Kierulff von 1852 bis zur Aufhebung des Gerichts 1879 gewann das Gericht zwar noch die Zuständigkeit als erste und letzte Instanz für Fälle des Hoch- und Landesverrates im Norddeutschen Bund, musste im Übrigen aber immer mehr Kompetenzen abgeben.
Zunächst schied Frankfurt am Main nach dem Verlust der Eigenstaatlichkeit durch die preußische Annexion zum 1. Januar 1867 aus dem Verbund aus, woraufhin der Name des Gerichts in Oberappellationsgericht der Freien Hansestädte oder kurz Hanseatisches Oberappellationsgericht geändert wurde. Dann folgte die Abgabe der Zuständigkeit für das Handelsrecht an das Reichsoberhandelsgericht in Leipzig und schließlich wurde mit der Neuorganisation der Gerichtsverfassung durch die Reichsjustizgesetze zum 1. Oktober 1879 das Gericht aufgelöst. Die Verfahren wurden je nach sachlicher Zuständigkeit vom Hanseatischen Oberlandesgericht in Hamburg bzw. vom Reichsgericht in Leipzig übernommen.
Rudolf von Jhering bilanzierte in einem Nachruf auf Agathon Wunderlich, einen 1878 verstorbenen Oberappellationsrat: „So konnte man das Lübecker Oberappellationsgericht als den gelehrten Gerichtshof Deutschlands bezeichnen, und die deutsche Wissenschaft hat die Probe, zu der sie hier in Verbindung mit der Praxis berufen ward, mit Ruhm bestanden; die Lübecker Urteile gehörten zu denjenigen, denen der Praktiker wie der Theoretiker in gleicher Weise Anerkennung zollte, es fanden sich darunter wahre Meisterstücke, gleichmäßig nach Form und Inhalt, Leistungen die auf wenigen Seiten ganze dickleibige juristische Monographien aufwogen“.

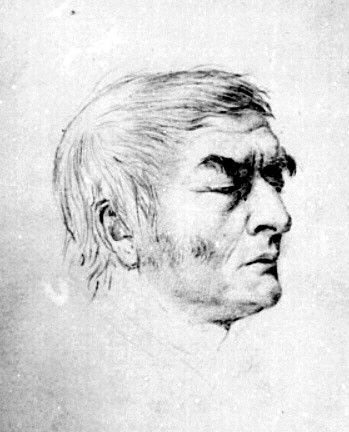
G. A. Heise
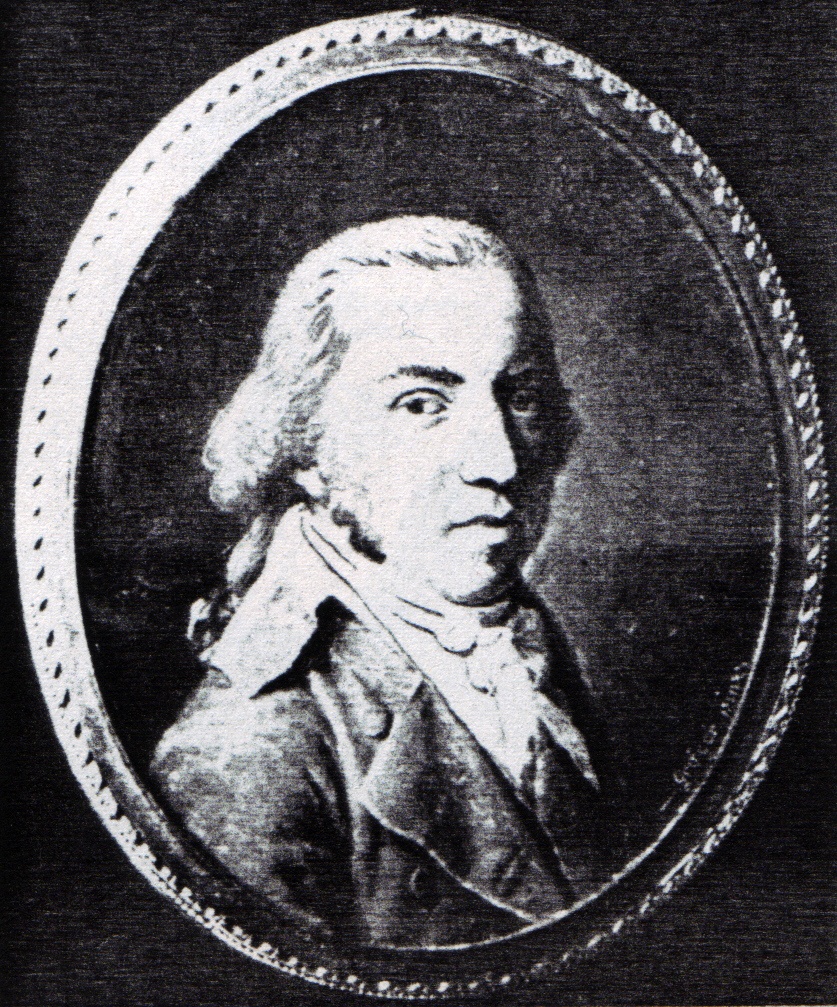
J. F. Hach
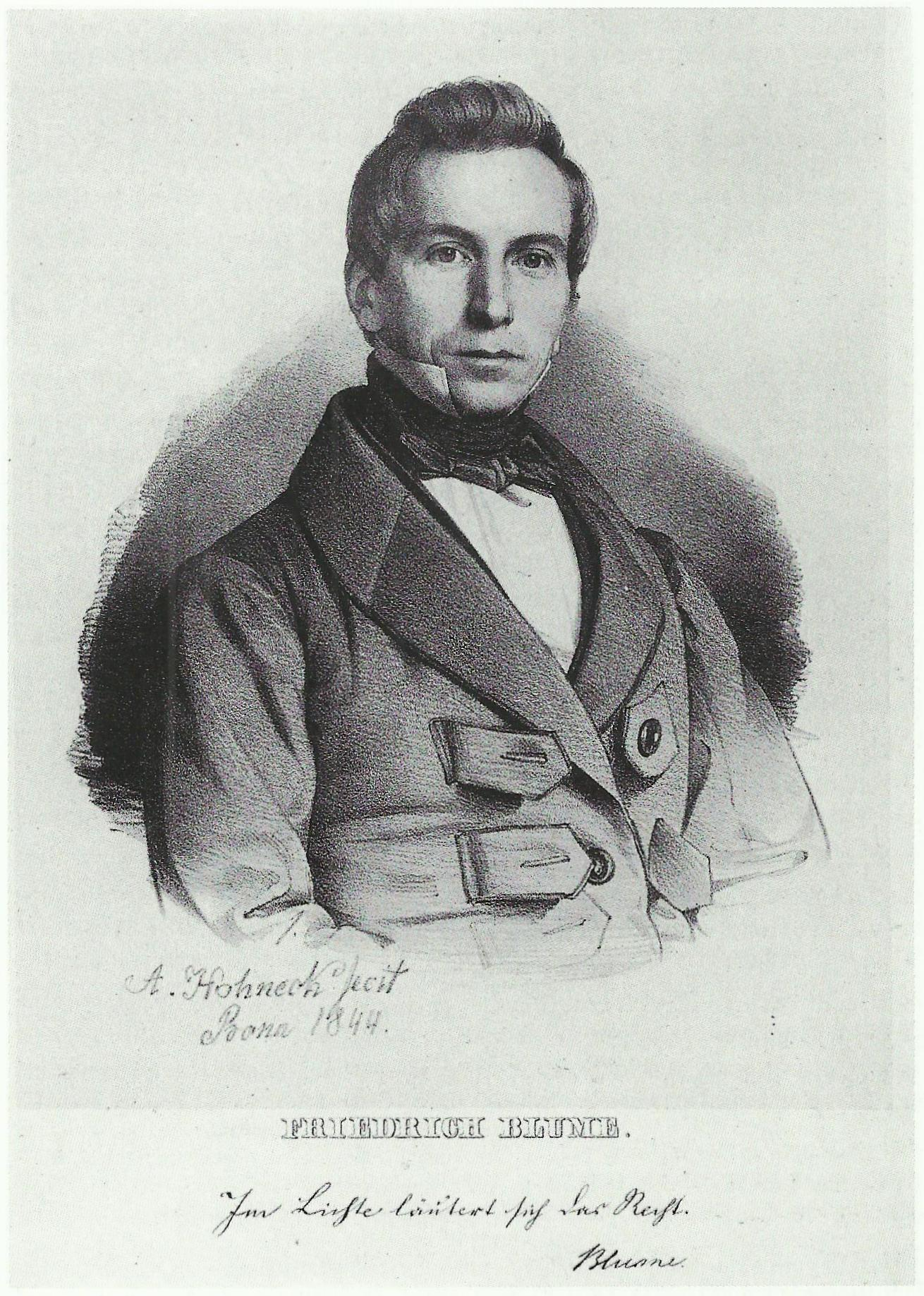
Friedrich Bluhme
K. G. v. Waechter
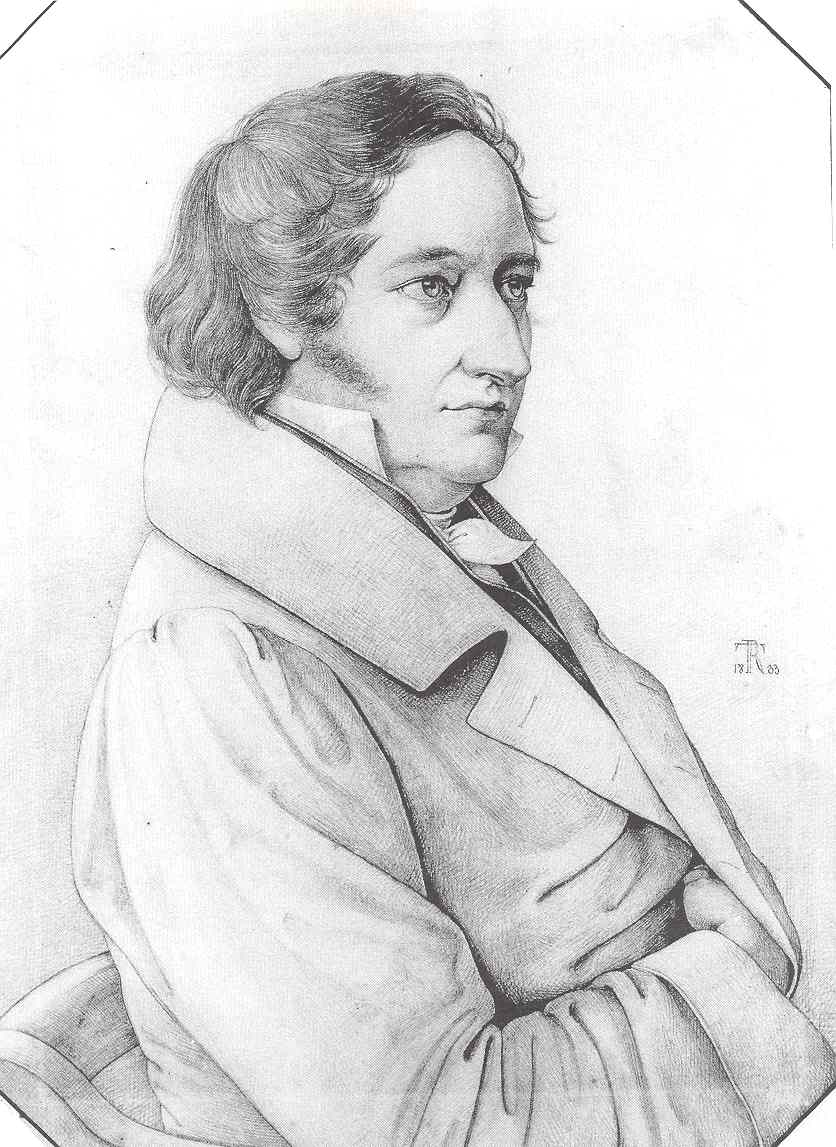
Christian Gerh. Overbeck
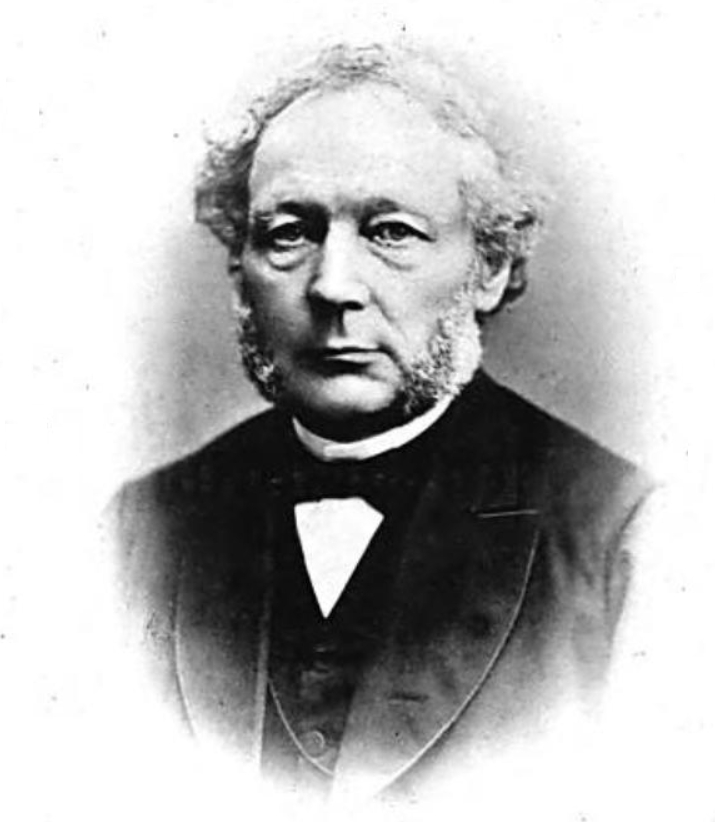
Ernst Zimmermann

## Liste der Richter des OAG
| Name                                         | Einführung        | Ernannt von | Ausscheiden                            | Anmerkung |
| -------------------------------------------- | ----------------- | ----------- | -------------------------------------- | --- |
| Georg Arnold Heise                           | 12. November 1820 | ?           | 1851                                   | Präsident |
| Johann Friedrich Hach                        | 12. November 1820 | Lübeck      | 1850                                   | Nachfolger: Wunderlich |
| Burkard Wilhelm Pfeiffer                     | 12. November 1820 | ?           | 1821                                   | |
| Gottfried Samuel Müller                      | 1820              | Hamburg     | † 1842                                 | |
| Friedrich Cropp                              | 1820              | Hamburg     | 1832                                   | Nachfolger: Bluhme |
| Albrecht Schweppe                            | 1821              | Frankfurt   | 1829                                   | Nachfolger: Goll |
| Arnold Ludwig Georg Christian Philipp Lüder  | 1821              |             | 1823                                   | |
| Carl Gustav Adolph Gruner                    | 1822              | Bremen      | 1826                                   | Nachfolger: Du Roi |
| Christian Gerhard Overbeck                   | 28. Mai 1824      | Bremen      | ?                                      | |
| Georg August Wilhelm du Roi                  | 11. Oktober 1826  | Bremen      | 1853                                   | Nachfolger: Zimmermann |
| Ignatz Maria Goll                            | 26. Februar 1830  | Frankfurt   | † 1848                                 | seit 1845 durch apoplektische Anfälle dienstunfähig, Ersatz und Nachfolger: Laspeyres                                                 |
| Friedrich Bluhme                             | 1833              | Hamburg     | 1843                                   | Nachfolger: Pauli |
| Georg Friedrich Ludwig Oppenheimer           | 31. August 1842   | Hamburg     | 1853                                   | |
| Ludwig Heinrich Wiederhold                   | 1846              | Frankfurt   | 1850                                   | Nachfolger: Brandis |
| Johann Friedrich Kierulf                     | 30. Dezember 1853 | ?           | 1879                                   | Präsident |
| Carl Wilhelm Pauli                           | 4. Juli 1843      | Lübeck      | 1876                                   | Nachfolger: Hoppenstedt |
| Ernst Adolph Theodor Laspeyres               | 12. August 1846   | Frankfurt   | 1862                                   | Nachfolger: Drechsler |
| Gottlob Walther Friedrich Agathon Wunderlich | 14. November 1850 | Lübeck      | ?                                      | |
| Hermann Friedrich Brandis                    | 13. Juni 1851     | Bremen      | 1879                                   | Eigentlich hatte Bremen Wilhelm Wibel nominiert. Dieser erhielt jedoch wegen seines Lebenswandels keine Zustimmung der anderen Städte |
| Johann Friedrich Voigt                       | 15. Dezember 1853 | Hamburg     | 1870                                   | |
| Ernst Wilhelm Ludwig Karl Zimmermann         | 16. Juni 1854     | Bremen      | 1877                                   | Nachfolger: Ritter |
| August Drechsler                             | 2. Mai 1864       | Frankfurt   | 1867 (beurlaubt) März 1870 (endgültig) | |
| Richard Eduard John                          | 1870              | Hamburg     | 1876                                   | Eigentlich war Friedrich Rudolph Heinze gewählt worden, zog seine Zusage aber zurück; Nachfolger: Lehmann                             |
| Rudolf Schlesinger                           | 1870              | Hamburg     | 1879                                   | |
| Carl August Ludwig Friedrich Lehmann         | 1876              | Hamburg     | 1879                                   | |
| Carl Ernst August Ludwig Hoppenstedt         | 1876              | Hamburg     | 1879                                   | |
| Georg Heinrich Ritter                        | 1877              | Bremen      | 1879                                   | |

## Nachfolgegerichte und -institutionen
Für Lübeck blieb das Hanseatische Oberlandesgericht Hamburg im Rahmen seiner sachlichen Zuständigkeit (vor allem im Zivilrecht) bis zur Aufhebung der Eigenstaatlichkeit 1937 zuständig. Danach kam Lübeck bis zur Einrichtung des Schleswig-Holsteinischen Oberlandesgerichts in Schleswig nach dem Zweiten Weltkrieg in den Oberlandesgerichtsbezirk des Oberlandesgerichts Kiel. Für Bremen blieb das Hanseatische Oberlandesgericht in Hamburg bis zur Bildung des Hanseatischen Oberlandesgerichts Bremen 1947 zuständig. Für Entscheidungen über Rechtsmittel gegen Urteile des preußischen Appellationsgerichts Frankfurt war nach Frankfurts Ausscheiden aus dem Verbund das Preußische Obertribunal in Berlin letztinstanzlich zuständig. Seit 1879 ist auch Frankfurt Sitz eines Oberlandesgerichts.
Als einen Ausgleich für den Verlust des Oberappellationsgerichts erhielt Lübeck 1890 aufgrund des Einsatzes von Senator Karl Peter Klügmann nach Erlass des letzten großen Sozialversicherungsgesetzes unter Bismarck den Sitz der Hanseatischen Versicherungsanstalt (später Landesversicherungsanstalt der Hansestädte), die für die Invaliditäts- und Altersversicherung der Beschäftigten in den drei Hansestädten Hamburg, Bremen und Lübeck zuständig war. Auch diese ging 1937 mit Verlust der Eigenstaatlichkeit durch das Groß-Hamburg-Gesetz nach Hamburg.

## Aktenüberlieferung
Nach Einrichtung des Reichsoberhandelsgerichts wurden im Bereich des Handelsrechts anhängige Streitsachen dorthin abgegeben; diese Akten wurden im Zweiten Weltkrieg vernichtet.
Die anderen Akten des Oberappellationsgerichts übernahm 1879 das Hanseatische Oberlandesgericht in Hamburg, das sie 1903 an das Staatsarchiv Hamburg abgab. 1936 kamen die Generalakten und weitere Verwaltungsakten von dort in das Archiv der Hansestadt Lübeck. Schließlich wurden 1952 die Prozessakten und die Akten über die Prüfung der juristischen Kandidaten auf die Archive der vier Städte verteilt.

## Gerichtsgebäude
Das Gerichtsgebäude wurde nach Aufgabe der Gerichtsnutzung vom Lübecker Staatsarchiv unter dem ersten Staatsarchivar Carl Friedrich Wehrmann genutzt. Das Staatsarchiv gab es 1936 weiter an die Öffentliche Bücherei, die es nach Fertigstellung ihrer Erweiterungsbauten in der Hundestraße unter anderem dem Katharineum überließ. Von dem Lübecker Bildhauer Dietrich Jürgen Boy stammt die Gruppe allegorischer Figuren am Rokokogiebel des Hauses mit dem Wappen der Junker- oder Zirkelbrüdergesellschaft. Die beiden Figuren stellen die Allegorien Friede und Eintracht dar.
Das denkmalgeschützte Gebäude wurde verbunden mit einer umfassenden Sanierung zu einer Bildungs-, Begegnungs- und Gedenkstätte an den in Lübeck geborenen Bundeskanzler und Friedensnobelpreisträger Willy Brandt umgebaut. Am 18. Dezember 2007 eröffnete die Bundeskanzler-Willy-Brandt-Stiftung darin als Außenstelle das Willy-Brandt-Haus Lübeck. Das Gebäude wurde von der Stadt unentgeltlich zur Verfügung gestellt und sowohl von der Stiftung als auch dem städtischen Amt für Denkmalpflege genutzt. Die knapp 2,8 Millionen Euro teure Sanierung wurde von der Deutschen Stiftung Denkmalschutz unterstützt. Im Willy-Brandt-Haus Lübeck, das nicht sein Geburtshaus ist, richtete die Stiftung eine ständige Ausstellung ein und veranstaltet Vorträge, Seminare und Buchlesungen.